# Synegia
Synegia là một chi bướm đêm thuộc họ Geometridae.